# Peritonitis bacteriana espontánea
La  peritonitis  bacteriana  espontánea se define como un proceso infeccioso que afecta al peritoneo (peritonitis), pero sin la existencia de un foco infeccioso que la justifique, por lo tanto puede diferenciar con claridad de otras peritonitis infecciosas secundarias a perforación de víscera hueca, como ocurre en la apendicitis aguda y colecistitis. Constituye una de las principales complicaciones de los pacientes que presentan cirrosis hepática y acumulan líquido en la cavidad peritoneal (ascitis). Los síntomas más frecuentes son la existencia de fiebre, dolor abdominal, náuseas y vómitos, hemorragia digestiva y alteración del estado mental, aunque hasta un 30% de los pacientes no presentan ningún síntoma aparente. Para realizar el diagnóstico es preciso obtener líquido ascítico mediante punción del abdomen (paracentesis), constatar que contiene una elevada cantidad de leucocitos polimorfonucleares y realizar un cultivo del mismo con resultado positivo. Los gérmenes causantes más frecuentes son  E.  coli y Klebsiella pneumoniae. El tratamiento consiste en la administración de antibióticos por vía intravenosa.